# Oven
Oven (bulgariska: Овен) är ett distrikt i Bulgarien.   Det ligger i kommunen Obsjtina Dulovo och regionen Silistra, i den nordöstra delen av landet, 300 km öster om huvudstaden Sofia.
Trakten runt Oven består till största delen av jordbruksmark. Runt Oven är det ganska glesbefolkat, med 48 invånare per kvadratkilometer.